# Laphystia erberi
Laphystia erberi är en tvåvingeart som beskrevs av Ignaz Rudolph Schiner 1866. Laphystia erberi ingår i släktet Laphystia och familjen rovflugor. Inga underarter finns listade i Catalogue of Life.